# Kamøyvær

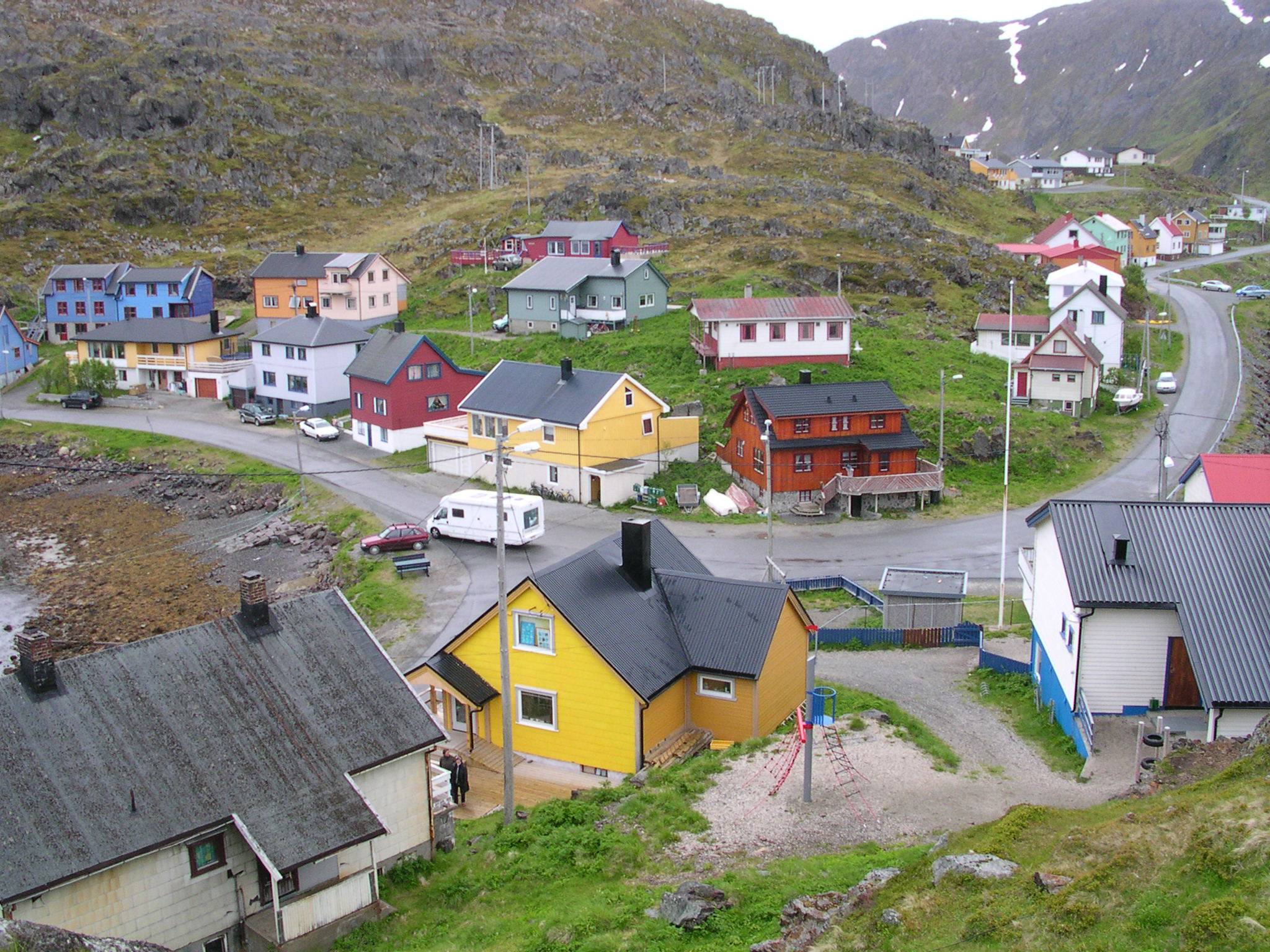
Blick auf Kamøyvær

Kamøyvær ist ein Fischerdorf in der norwegischen Kommune Nordkapp. Die Ortschaft liegt ganz innen am Kamøyfjord auf der Ostseite der Insel Magerøya, rund 10 km nordwestlich von Honningsvåg. Kamøyvær hat rund 70 Einwohner. Der seit der Jahrhundertwende vom 19. zum 20. Jahrhundert besiedelte Ort verfügt über einen Kindergarten und eine Schule.
Während des Zweiten Weltkriegs war das Gebiet von deutschen Truppen besetzt. Im Zuge des Rückzugs der Truppen wurde Kamøyvær im Rahmen des Unternehmens Nordlicht am 6. November 1944 vollständig zerstört.